# Noodles e Nedd
Noodles e Nedd è una serie di cortometraggi statunitense creata da John R. Dilworth (creatore anche della serie Leone il cane fifone) e prodotta da Stretch Films. La serie parla delle avventure di Noodles, un gatto viola scaltro e molto intelligente, e di Nedd, il suo inetto padrone che ha spesso la testa fra le nuvole. I due abitano in una casa in mezzo al mare. Alcuni cortometraggi sono apparsi anche nello show di Sesame Street.